# 庫爾維奧戈省
庫爾維奧戈省（法語：Kourwéogo）是布基納法索高原-中部大區西部的一個省，面積1,588平方公里。2006年人口136,017人。首府布塞。
本區下轄五縣。